# Leukerbad
Leukerbad (walliserdeutsch Leiggerbad, französisch Loèche-les-Bains) ist eine Munizipalgemeinde im Schweizer Kanton Wallis. Sie gehört zum Bezirk Leuk.

## Geographie
Der Wintersport- und Thermalkurort liegt im hinteren Dalatal (vom Fluss Dala abgeleitet) auf einer Höhenlage von 1411 bis 2700 m ü. M. Das Tal wird im Nordwesten begrenzt durch die Bergkette von den Leeshörnern bis zum Rinderhorn und zum Balmhorn, mit einem tiefen Sattel beim Gemmipass, die andere Talseite wird überragt vom Ferdenrothorn, vom Majinghorn und seinem Gletscher und vom Torrenthorn.

## Geschichte
Schon seit der Römerzeit waren die heissen Quellen von Leukerbad bekannt und noch heute ist Leukerbad eine Badedestination.
Als ältestes Hotel in Leukerbad gilt das Maison Blanche. Der Erstbau wurde im 17. Jahrhundert errichtet und nach der Zerstörung durch Lawinen im Jahre 1719 als ein fünfstöckiges Steinhaus mit Satteldach neu erbaut. Es war der Aufenthaltsort der meisten Kurgäste, die bis 1830 anreisten.
Leukerbad wurde im 18. Jahrhundert insgesamt viermal von schweren Lawinenkatastrophen heimgesucht. Nach 1719 erreichten Lawinen auch 1720, 1756 und 1767 den Ortskern und zerstörten viele Häuser.

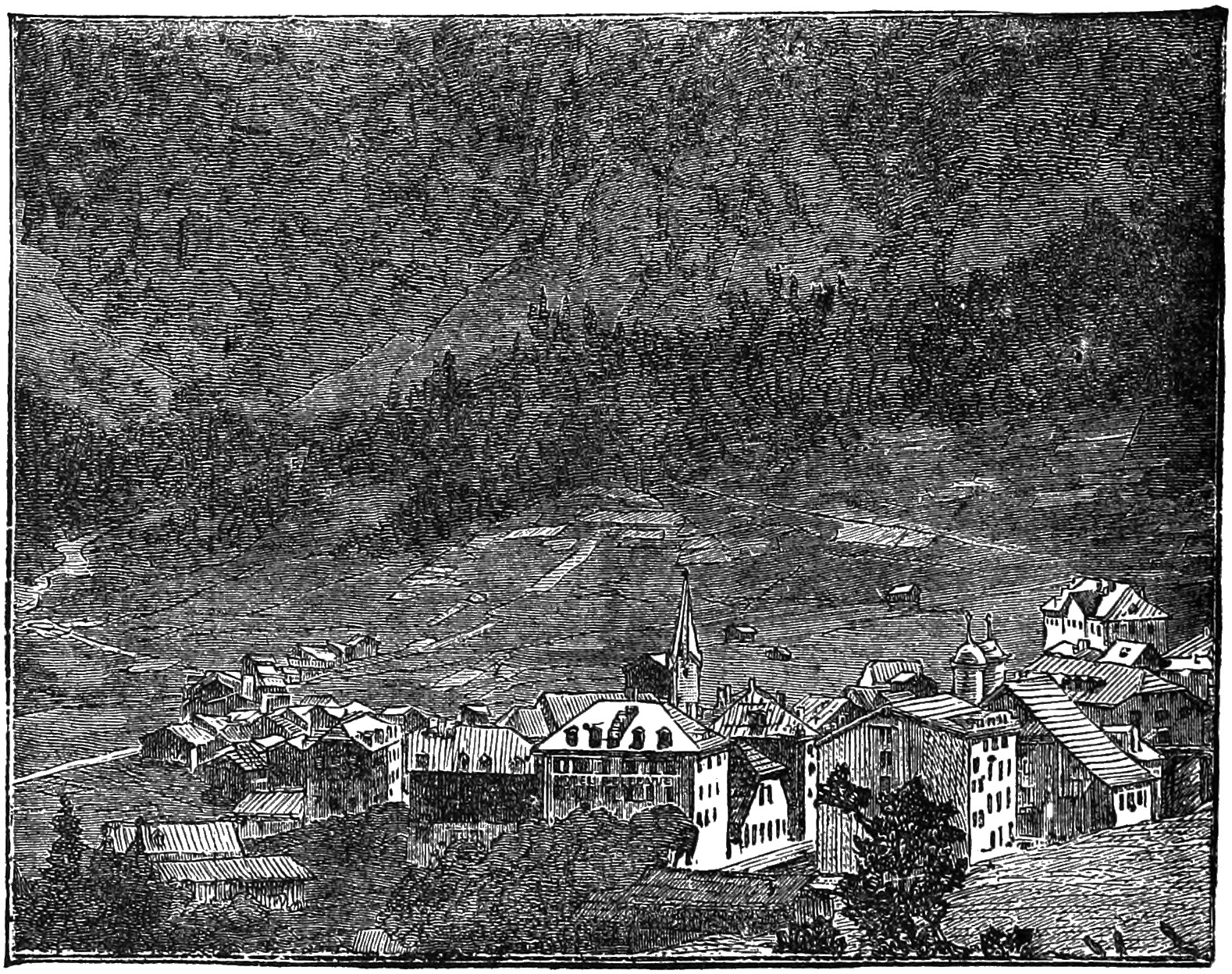
Zeichnung aus einem Buch von Mark Twain

Nachdem das Dorf bis 1830 einen besseren Lawinenschutz erhalten hatte, wurden mehrere neue Hotels um den Ortskern herum errichtet und auch das alte Maison Blanche komplett überholt. Für ein Walliser Bergbauerndorf ungewöhnlich, entstand zwischen 1834 und 1836 ein klassizistischer Hotelbau, das Hotel de France. Nach der Errichtung einer Strasse von Leuk nach Leukerbad folgten in den 1840er Jahren zwei weitere klassizistische Bauten, das Hotel des Alpes und das Hotel Bellevue.
1850 besass Leukerbad bereits sieben Hotels und Pensionen und war damit ein Vorreiter in der Entwicklung des Berg- und Kurtourismus für die gesamte Schweiz. So errichtete man 1885 sogar eine englische Kapelle, um den zahlreichen Touristen aus der britischen Oberschicht Rechnung zu tragen. Gleichzeitig stand Leukerbad in einem guten Ruf als Heilbad. Gemäss dem Schweizer Kur-Almanach von 1886 sollten die Thermalquellen gegen «chronische Hautkrankheiten, Rheumatismus, Scrofulose, Nervenleiden, Bleichsucht und geistige Überarbeitung» helfen.

Luftbild (1955)

Bis 1896 war die Elektrifizierung der grossen Hotels weitgehend abgeschlossen. In den 1910er Jahren erhielten alle acht grossen Hotels, die insgesamt 900 Betten anboten, Zentralheizung, und 1915 wurde die Leukerbad-Zahnradbahn zwischen Leuk und Leukerbad errichtet. 1967 wurde der Betrieb eingestellt und das Trasse abgebrochen. Zwischen 1910 und 1920 wurden im Schnitt 17'000 Gäste gezählt, unbeschadet durch den Krieg. Neben der medizinischen Betreuung im Rahmen des Kuraufenthaltes gehörte bereits damals ein sportliches Programm zum Angebot für die Kurgäste, das aus Billard, Tennis, Croquet, Federball und Tischtennis bestand.
Einen grundlegenden Wandel erfuhr der Tourismus in Leukerbad ab den späten 1920er Jahren. Die wohlhabende Oberschicht, die bis dahin in Leukerbad zu Gast war, hatte vielfach ihr Vermögen durch den Krieg verloren. In der Folge änderte sich die Gästestruktur in Leukerbad stark, man konzentrierte sich zunehmend auf die Mittelschicht als Gäste. 1957 wurde eine Luftseilbahn auf den Gemmipass eingeweiht, zunächst nur für den Sommertourismus. Erst in den 1960er Jahren erfolgte in Leukerbad eine Entwicklung hin zum Skitourismus.

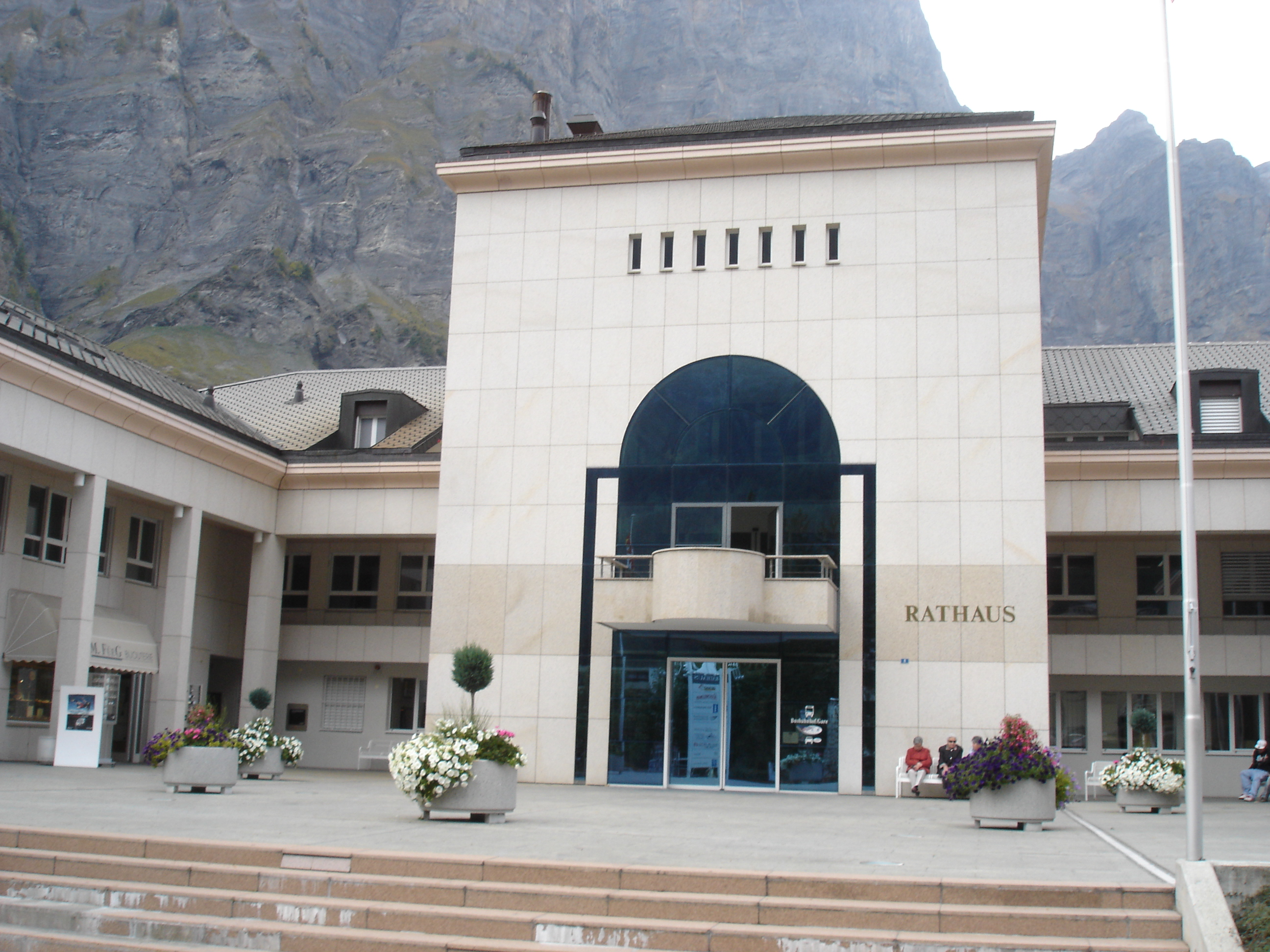
Rathaus

Ab 1981 investierte Leukerbad unter dem neuen Gemeindepräsidenten und späteren «Bäderkönig» Otto G. Loretan massiv in die Infrastruktur. So wurden innerhalb kurzer Zeit das Burgerbad ausgebaut, eine Sportarena, die Alpentherme, das Rathaus und ein Parkhaus errichtet, während man sich das Geld dafür in grossem Stil auf dem Kapitalmarkt lieh. Ende 1997 beliefen sich die Schulden der Gemeinde auf rund 170 Millionen Franken, mitsamt kommunalen Unternehmen sogar auf 344 Millionen, was bei damals 1'700 Einwohnern eine Pro-Kopf-Verschuldung von 105'000 bzw. 202'000 Franken ausmachte, während der Durchschnitt der Walliser Gemeinden nur bei 9'500 Franken lag. Deshalb wurde die Gemeinde im Oktober 1998 unter kommunale Zwangsverwaltung gestellt, was das Kantonsgericht im Juli 1999 bestätigte. Diese Zwangsverwaltung bestand bis 2004 fort und war die erste einer Schweizer Gemeinde überhaupt.

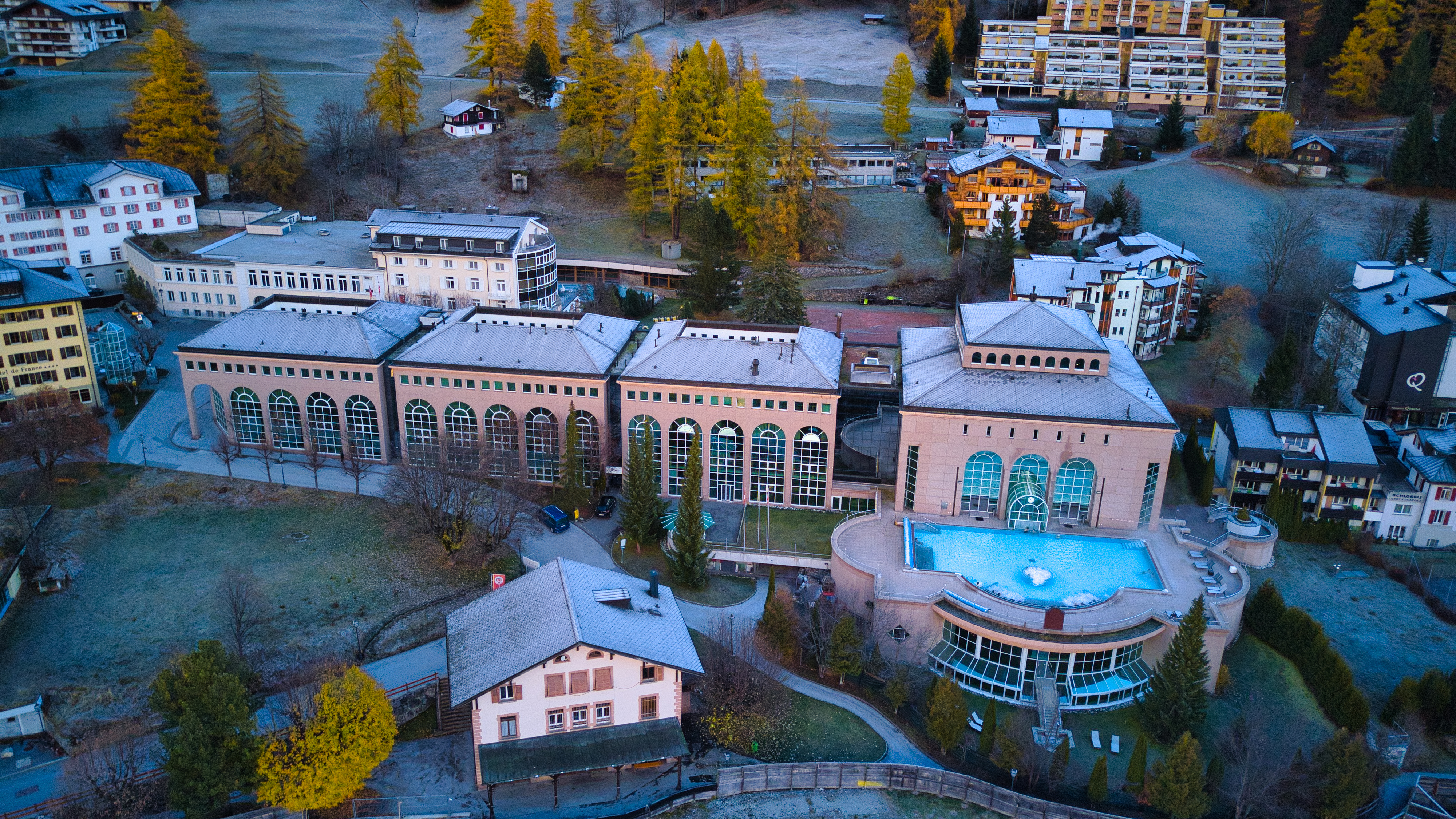
Walliser Alpentherme

Der Prozess gegen den zwischenzeitlich abgesetzten Gemeindepräsidenten Otto G. Loretan dauerte mehrere Jahre, bis das Schweizer Bundesgericht schliesslich das Urteil des Walliser Kantonsgerichts im Februar 2007 letztinstanzlich bestätigte und Loretan wegen Betrugs, Veruntreuung, Steuerbetrugs und Urkundenfälschung für viereinhalb Jahre ins Gefängnis musste, während der Gemeindeschreiber und ein früherer Direktor der Busbetriebe mit Bewährungsstrafen belegt wurden und ein Architekt bereits 2004 zu zweieinhalb Jahren Gefängnis verurteilt worden war.

## Bevölkerung
| Bevölkerungsentwicklung | Bevölkerungsentwicklung | Bevölkerungsentwicklung | Bevölkerungsentwicklung | Bevölkerungsentwicklung | Bevölkerungsentwicklung | Bevölkerungsentwicklung | Bevölkerungsentwicklung | Bevölkerungsentwicklung | Bevölkerungsentwicklung | Bevölkerungsentwicklung | Bevölkerungsentwicklung | Bevölkerungsentwicklung |
| ----------------------- | ----------------------- | ----------------------- | ----------------------- | ----------------------- | ----------------------- | ----------------------- | ----------------------- | ----------------------- | ----------------------- | ----------------------- | ----------------------- | ----------------------- |
| Jahr                    | 1850                    | 1900                    | 1950                    | 2000                    | 2010                    | 2011                    | 2012                    | 2013                    | 2014                    | 2015                    | 2016                    | 2022                    |
| Einwohner               | 557                     | 613                     | 505                     | 1431                    | 1633                    | 1596                    | 1586                    | 1535                    | 1492                    | 1475                    | 1433                    | 1295                    |

Leukerbad hat mit 19 % den grössten Einwohnerrückgang aller Walliser Gemeinden zwischen 2010 und 2019.

## Gemeindepräsidenten
| Amtszeit  | Name                | Partei |
| --------- | ------------------- | ------ |
| 1920–1952 | Robert Julier       | CSP    |
| 1957–1964 | Severin Loretan     | CSP    |
| 1965–1980 | Guido Loretan       | CVP    |
| 1981–1999 | Otto G. Loretan     | CVP    |
| 1999–2000 | Rainer Matter       | –      |
| 2001–2003 | Othmar Collenberg   | CSP    |
| 2003–2008 | Jean-Roland Roten   | CVP    |
| 2009–2012 | Raoul Loretan       | –      |
| 2013–     | Christian Grichting | CVP    |

## Sehenswürdigkeiten
- Thermalbäder
- Lorenzquelle[8]
- Thermalquellensteg
- Gemmiweg
- Klettersteig Daubenhorn
- Klettersteig Gemmi
- Albinenleitern
- Torrenthorn

## Pfarrei

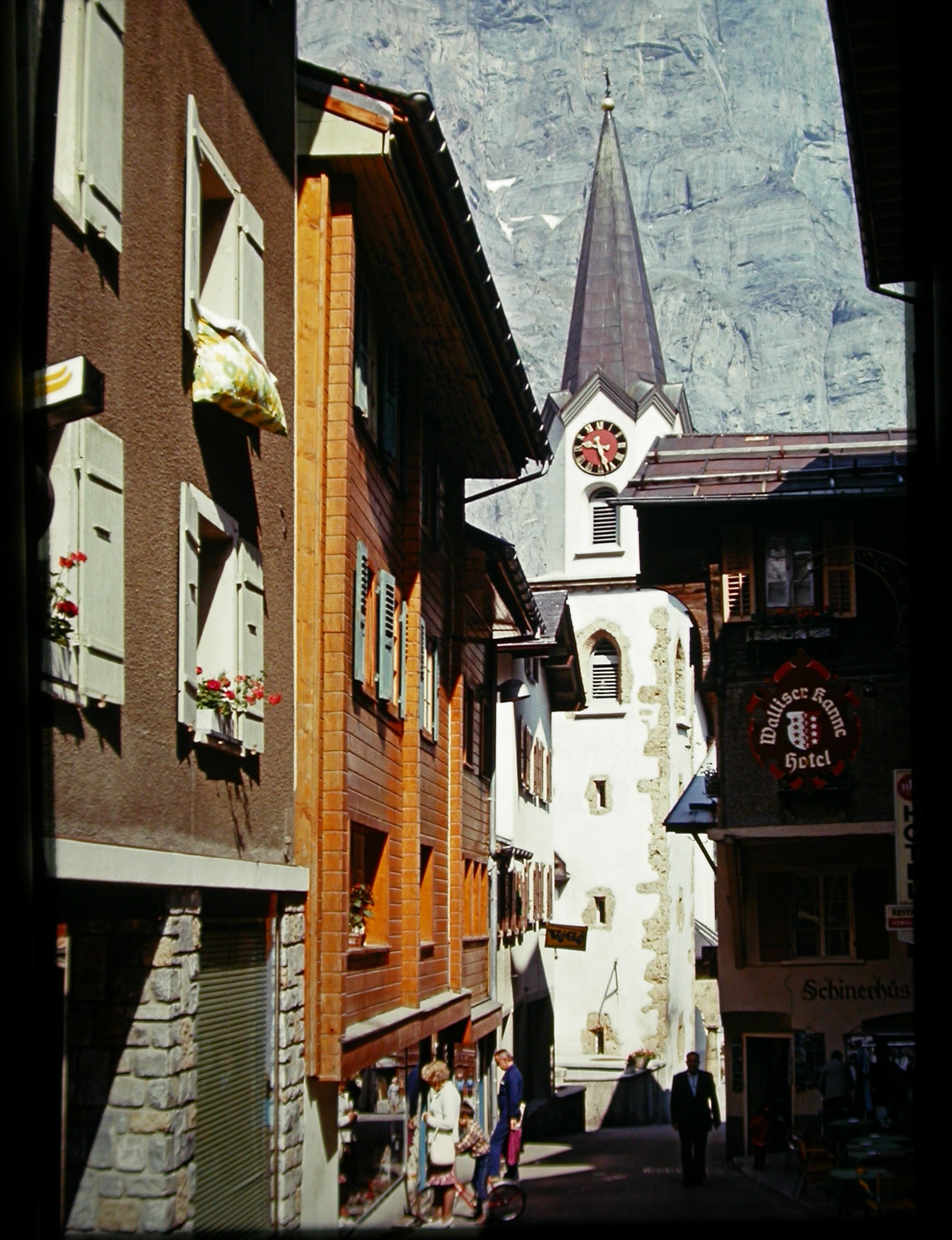
Dorfpartie in der Kirchgasse

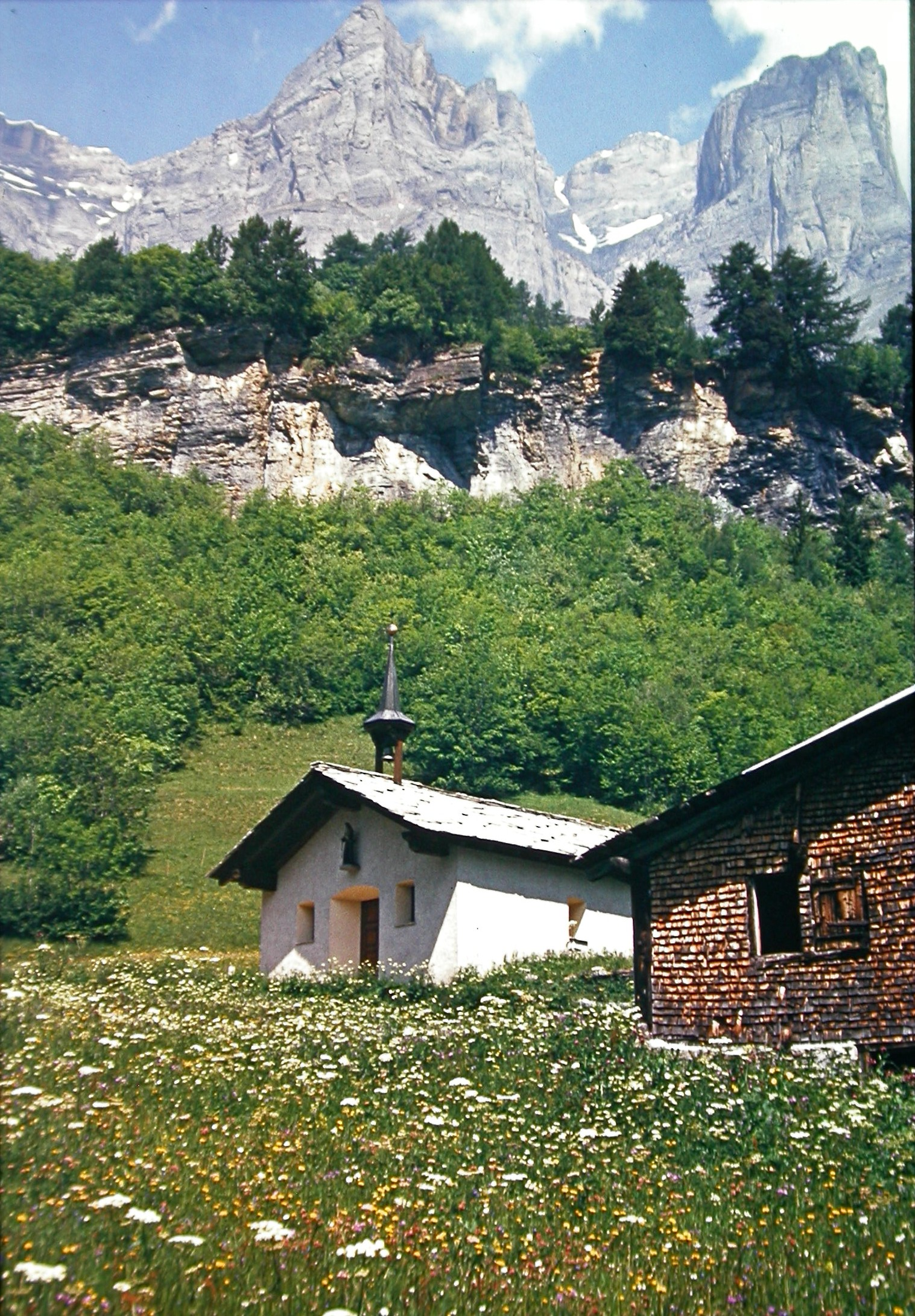
Antoniuskapelle im Ortsteil Birchen

Die Gemeinde Leukerbad gehörte jahrhundertelang zur Grosspfarrei Leuk. Bischof Matthäus Schiner errichtete 1501 eine selbstständige Pfarrei. Bereits 1484 legte Bischof Jost von Silenen den Grundstein zu einer entsprechenden Kirche. Der zu klein gewordene Kirchenbau wurde 1865 erweitert, in dem die Kirche um 90 Grad gedreht wurde. Die Einweihung erfolgte 1866 durch Bischof Pierre-Joseph de Preux. Das heutige Hauptportal an der Nordseite, der Glockenturm und die Seitenkapelle als früherer Chor gehen zurück auf den Kirchenbau von 1484.
Im Ortsteil Birchen steht die Kapelle zum Antonius von Padua. Das 1705 erstmals dokumentierte Gotteshaus wurde 1999 letztmals renoviert.
Anfang des 19. Jahrhunderts beginnt die Geschichte des Protestantismus in Leukerbad.

## Tourismus

### Gemmi
Der Gemmipass war schon im Mittelalter eine wichtige Verbindung zwischen dem Kanton Bern und dem Kanton Wallis. Seit 1957 fährt von Leukerbad (1411 m ü. M.) die Luftseilbahn Gemmibahn zum Pass (2314 m ü. M.). 2012 wurde sie erneuert. Gemmi ist im Sommer der Ausgangspunkt für Wanderer nach Kandersteg, Adelboden und für den Klettersteig des Daubenhorns. Direkt unter der Bergstation wurde der 330 m lange Erlebnisklettersteig Gemmiwand angelegt.
Im Winter sind Langlaufloipen, Schlittenwege, Schneeschuhwege und Winterwanderwege angelegt und die Gemmi ist auch Startpunkt für Tourenskigänger Richtung Wildstrubel, Daubenhorn, Balmhorn und Steghorn. Auch der Wanderweg über das Berghotel Schwarenbach nach Kandersteg ist im Winter als Winterwanderweg offen.

### Torrent
Torrent ist das Skigebiet von Leukerbad und verfügt über 50 km Pisten. Von Leukerbad fährt eine Seilbahn zur Rinderhütte (2340 m ü. M.), dem Mittelpunkt der Anlagen. Die zahlreichen Wandermöglichkeiten führen zum Gipfel des Torrenthorns, auf den Restipass zum Lötschental oder zur Majingalp und Flüealp.

## Persönlichkeiten
- Josef Anton Berchtold (1780–1859), Geistlicher, von 1803 bis 1816 Pfarrer in Leukerbad, Gründer der örtlichen Volksschule
- Joseph Loretan (1806–1876), Grossrat (1847–1876), Kantonsrichter (1853–1876)
- Gustav Loretan (1848–1932), Grossrat (1877–1913), Ständerat (1885–1895), Nationalrat (1895–1908), Kantonsrichter (1907–1929)
- Raymund Loretan (1885–1963), Grossrat (1913–1927), Ständerat (1920–1928), Staatsrat (1927–1937), Ersatzrichter am Bundesgericht (1925–1954)
- Pericle Patocchi (1911–1968), Schriftsteller, in Leukerbad gestorben
- Wolfgang Loretan (1914–2011), Staatsrat (1965–1977)
- James Baldwin (1924–1987), Schriftsteller, verarbeitete seine Erinnerungen an einen Aufenthalt in Leukerbad in seinem Essay «Stranger in the Village» (dt.: «Fremder im Dorf»)[10]
- Eduard Zimmermann (1929–2009), deutscher Journalist und Fernsehmoderator, lebte von 1997 bis 2008 mit seiner Ehefrau in Leukerbad
- Otto G. Loretan (* 1946),  Gemeindepräsident (1981–1998), Grossrat (1993–1997), Nationalrat (1995–1999) und verurteilter Betrüger, verantwortlich für das Finanzdebakel in Leukerbad
- Karin Roten (* 1976), Skirennläuferin, in Leukerbad geboren
- Mauro Rodrigues (* 2001), Fussballspieler, wuchs in Leukerbad auf